# Teleogramma
Teleogramma é um gênero africano de ciclídeos com somente cinco espécies. Estes peixes esguios e escuros mal chegam a 10 centímetros de comprimento e são restritos as corredeiras do rio Congo na República Democrática do Congo/República do Congo.

## Espécies
Existem atualmente 5 espécies reconhecidas deste gênero:
- Teleogramma brichardi Poll, 1959
- Teleogramma depressa T. R. Roberts & D. J. Stewart, 1976
- Teleogramma gracile Boulenger, 1899
- Teleogramma monogramma (Pellegrin, 1927)
- Teleogramma obamaorum Stiassny & S. E. Alter, 2015. Esta espécie é nomeada em homenagem ao presidente americano Barack Obama e a primeira-dama Michelle Obama.[1]